# Double
Double foi um duo suíço de jazz-rock e pop rock, formado na cidade de Zurique, em 1983. Ficou conhecido mundialmente pelo single "The Captain of Her Heart", lançado em 1985.

## Discografia
Álbuns de estúdio
- Blue - 1985
- Dou3le - 1987

EP
- Naningo - 1983

## Cambalacho Internacional (1986)

LP "Cambalacho Internacional", cuja canção "The Captain Of Her Heart" esteve incluída.

No Brasil, a canção "The Captain of Her Heart" esteve entre as mais tocadas nas rádios em 1986 e integrou a trilha sonora internacional da novela da Rede Globo, "Cambalacho" de Sílvio de Abreu. Na trama, a canção embalou o casal Thiago e Ana Machadão, interpretados por Edson Celulari e Debora Bloch, que estamparam inclusive a capa de Cambalacho Internacional.